# La Independencia kommun
La Independencia är en kommun i Mexiko.   Den ligger i delstaten Chiapas, i den sydöstra delen av landet, 900 km öster om huvudstaden Mexico City.
Följande samhällen finns i La Independencia:
- Francisco Sarabia
- Buenavista
- Galeana
- San Isidro el Zapotal
- Santa Rita el Vergel
- Playa Azul
- Tierra y Libertad
- San Antonio Chiquinivaltic
- El Campamento
- San Antonio Porvenir
- El Rosario
- Pinal del Río
- Badenia
- Concepción
- Candelaria
- Tierra Blanca
- 24 de Abril
- Rosario la Montaña
- La Unión
- El Calvario
- Cinta el Encuentro
- Ribera de la Selva
- San Rafael
- San José de las Palmas
- Nuevo Ojo de Agua
- La Nueva Esperanza
- Nueva Aurora
- La Primavera
- La Esperanza
- Yalmutz
- La Esmeralda de los Cipreses
- San Antonio Guayamusej
- Nueva Virginia
- La Florida
- Samaria
- Nuevo Mundo el Naranjo
- Santa Julia la Victoria
- El Porvenir
- Nueva Cruz
- Santa Rita el Cobán
- Nueva Libertad
- Los Pinos